# Anton-Bessmann-Ring
Der Anton-Bessmann-Ring ist die erste kommunale Straße Deutschlands, die im Public-Private-Partnership-Modell erbaut wurde. Sie ist die Ostumgehung im ostwestfälischen Marienfeld im Kreis Gütersloh und bindet das dortige Industriegebiet an die B 513 an.

## Geschichte

### Planung
Bereits in den Zeiten der Eigenständigkeit Marienfelds, also vor 1973, gab es den Wunsch, eine Umgehungsstraße für das Industriegebiet zu errichten und den Verkehr im Ortskern zu verringern. Mangels finanzieller Möglichkeiten wurde der Bau jedoch nie umgesetzt.
Am 30. Juni 2005 beschloss der Rat der Stadt Harsewinkel, die so genannte Osttangente als PPP-Projekt auszuschreiben. Anfang April 2006 wurde das Vergabeverfahren mit einem Teilnahmewettbewerb eröffnet, der europaweit ausgeschrieben wurde. Dies war nötig, da das Gesamtvolumen des Projektes die Grenze von 5 Millionen Euro überschritt.
Elf Unternehmen haben sich für das Angebotsverfahren beworben, von denen sich fünf qualifizieren konnten. Anfang Juli 2006 erhielten sie die Ausschreibungsunterlagen, die bis Ende September 2006 zurückzuschicken waren. Nach eingehender Prüfung der Angebote und Verhandlungen wurde am 19. Dezember 2006 der Hermann Kirchner Projektgesellschaft mbH aus Bad Hersfeld der Zuschlag erteilt. Die Vertragsunterzeichnung folgte am 10. Januar 2007.
Bereits im Vorfeld der Planungen hat die Stadt Harsewinkel den Baugrund für die Straße erworben und die erforderlichen Ausgleichsflächen zur Verfügung gestellt, so dass dies nicht Teil des Vertrages wurde.

### Bau und Fertigstellung
Mit dem Bau der Straße wurde im Februar 2007 begonnen. Die ausführende Firma kümmerte sich um die Baustelleneinrichtung, die Abstimmung der Gewerke bis zur endgültigen Fertigstellung der Straße Ende November 2007. Die Straße wurde mit einem kurzen Festakt am 30. November 2007 für den Verkehr freigegeben. Eine Eröffnungsfeier war am 1. Juni 2008 mit einem Festumzug über die Straße.

### Betrieb
Der Bau- und Betriebsträger ist für die betriebliche und bauliche Erhaltung der Straße über einen Zeitraum von 30 Jahren nach Fertigstellung verpflichtet. Zur betrieblichen Erhaltung zählen die Reinigungs- und Pflegearbeiten, Reinigung der Entwässerungseinrichtungen sowie der Winterdienst. Die Verpflichtungen erstrecken sich nicht nur auf den Straßenkörper, sondern auch auf die angelegten Parkplätze sowie den Geh- und Radweg. Die Unterhaltung und den Winterdienst nimmt die Straßenmeisterei Halle des Landesbetrieb Straßenbau Nordrhein-Westfalen wahr.

## Ausbau

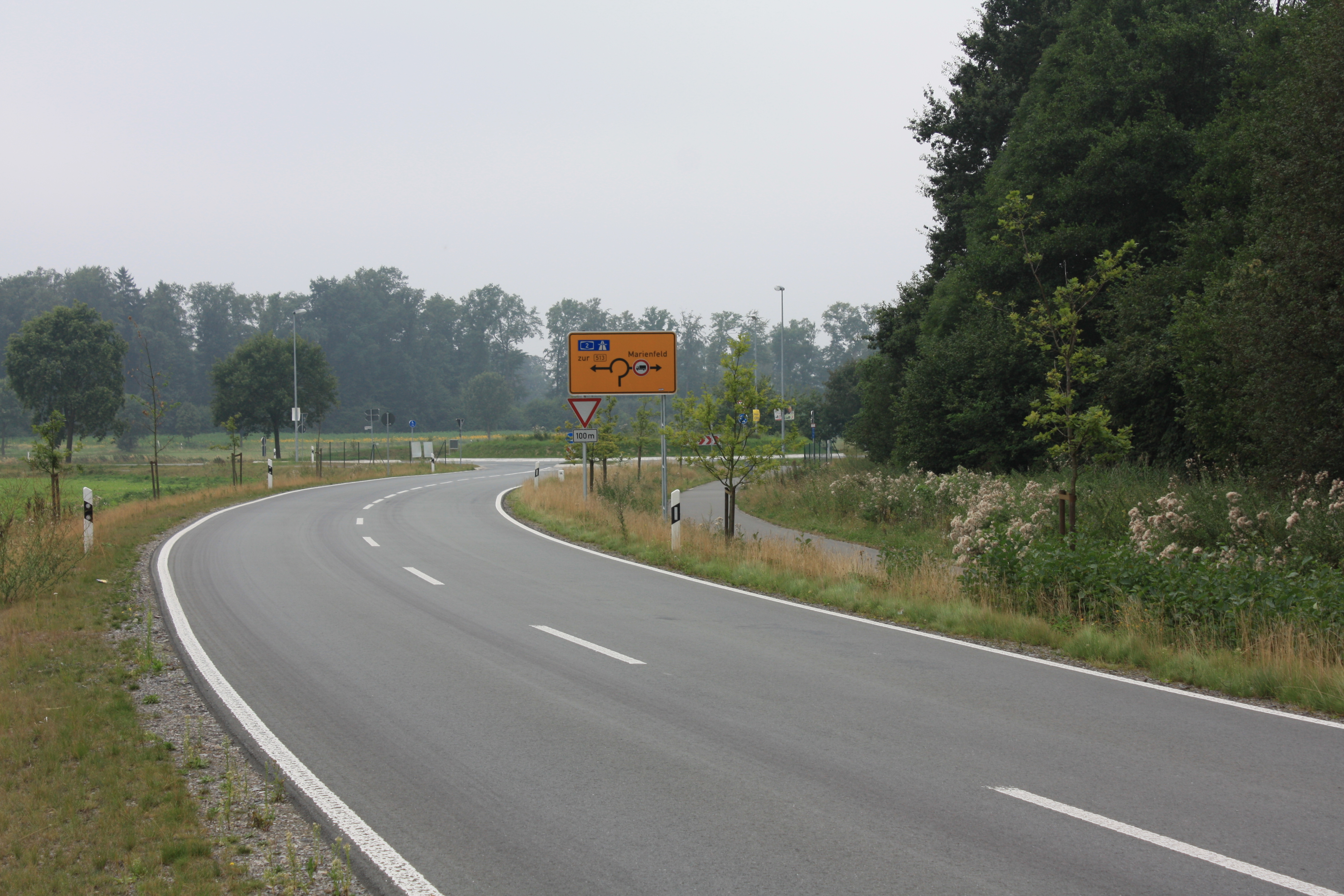
Verlauf und Kreisverkehr an der Klosterstraße am südlichen Ende

Der Anton-Bessmann-Ring verbindet die Klosterstraße (L 927) mit der Bielefelder Straße (L 806) und dient als Entlastungsstraße für den Harsewinkler Ortsteil Marienfeld. Sie verbindet das Industriegebiet Marienfeld mit der Bundesstraße 513 und der Zubringerstrecke zur Anschlussstelle Rheda-Wiedenbrück der Bundesautobahn 2. Die Anbindung der 1,025 Kilometer langen Strecke erfolgt über zwei Kreisverkehre mit einem Durchmesser von je 40 Metern.
Die Entlastungsstraße hat eine Regelbreite von 21,25 Metern. Westlich der Fahrbahn ist ein Geh- und Radweg angelegt.
Die Straße quert den Talgraben, die Lutter sowie den Wöstenbach. Fahrbahn und Geh- und Radweg haben eigene Brücken. Im Verlauf der Straße wird auch die Eisenbahnstrecke der TWE von Ibbenbüren nach Hövelhof gekreuzt. Sie wird hauptsächlich für den Güterverkehr der Landmaschinenfabrik Claas in Harsewinkel genutzt.
Neben der Entlastungsstraße gehört die Anbindung der Sportplätze Ruggebusch zum Projektumfang. Die Zufahrt hat eine Länge von 310 Metern und eine Regelbreite von 23 Metern. Beidseitig wird sie von insgesamt 119 Stellplätzen flankiert, die quer zum Straßenverlauf liegen.

## Finanzierung
Der gesamte Finanzierungsrahmen liegt bei 5,7 Millionen Euro. Die jährliche Miete der Stadt liegt bei 140.000 Euro. Die Ersparnis der Stadt wurde auf 5 % berechnet.

## Namensgebung
Die Straße wurde nach dem Schneider Anton Bessmann (1907–1996) benannt, der in zweiter Generation das gleichnamige Familienunternehmen in Marienfeld führte. Dessen Sohn Heiner gehörten große Teile des Baugrundes und bestand auf der Namensgebung.

## Auszeichnungen
2007 bekam das Projekt den Sonderpreis des Innovationspreis des Bundesverband Public Private Partnership.